# Regis Faria
Regis Achcar de Faria (Rio de Janeiro, 20 de maio de 1969) é um diretor e produtor de televisão, teatro e cinema brasileiro.

## Biografia
Em 1989, fez sua primeira novela como assistente de direção de Roberto Talma, Roberto Farias e Paulo José. Em publicidade foi assistente de Murilo Salles antes de dirigir seus próprios filmes. Na TV trabalhou em 16 novelas e 14 minisséries, entre elas Agosto, Memorial de Maria Moura e Milagres de Jesus que arrematou o prêmio de Melhor Produção (Academia de Filmes) da América Latina de 2014, Festival y Mercado de TV – Ficción Internacional.
Além das novelas e séries, Regis foi responsável pela condução de outros produtos com diferentes formatos como Reality Show, Talkshow, Sitcom e especiais para TV, tendo seus trabalhos exibidos nos principais canais da televisão brasileira: Globo, Record, SBT, Band, Canal Brasil e Multishow.
Foi diretor de dois documentários Leonardo Pareja, Vida Bandida (TV) e “Carlos Oswald O Poeta da Luz” (Cinema). Este último fazendo carreira em alguns festivais, entre os quais - 30.ª Mostra Internacional de São Paulo, Festival do Rio, de 2007 e 3.º Festival de Belém do Cinema Brasileiro. Paralelo a isso se manteve ativo como diretor e produtor de Teatro, onde, em 1987, começou como sonoplasta e se interessou por direção. Entre as peças que dirigiu está o mega sucesso “Cócegas”.
Foi sócio de uma produtora de eventos culturais, sendo criador de vários projetos com engajamento social, buscando agregação de classes distintas através da cultura. Neste período trabalhou com diversos artistas da musica brasileira como Moraes Moreira, Luis Melodia, Elza Soares, Seu Jorge, Marcelo Falcão, Marcelo D2, Bezerra da Silva, Monarco, entre outros e se aperfeiçoou até, em 2012, assinar a direção e concepção do show Uma Travessia de Milton Nascimento que comemorou seus 50 anos de carreira, 70 de vida e 42 do marcante álbum Clube da Esquina, rendendo um DVD, também sob a direção de Faria e um CD duplo. Atualmente trabalha nas séries de TV “Vai Que Cola” e “Os Roni”.

## Novelas

### Diretor
- 2019 Jesus Record
- 2017 O Rico e Lázaro[3] Record
- 2016 A Terra Prometida[4] Record
- 2016 Os Dez Mandamentos 2.ª TEMPORADA[5] Record
- 2015 Escrava Mãe[6] Record
- 2015 Os Dez Mandamentos[7] Record
- 2013 “Dona Xepa” Record
- 2012 “Máscaras” Record
- 2009 “Promessas de Amor” Record
- 2008 “Os Mutantes” Record
- 2007/2008 “Amor e Intrigas” Record
- 2006/2007 “Alta Estação” Record
- 2001 “Direito de Nascer” SBT

### Diretor assistente
- 1992 “Perigosas Peruas” Rede Globo de Carlos Lombardi
- 1991 “Lua Cheia de Amor” Rede Globo de Ricardo Linhares, Ana Maria Moretzon e Maria Carmem Barbosa
- 1989/1990 “O Sexo dos Anjos” Rede Globo de Ivani Ribeiro

## Minisséries

### Diretor
- 2018 “Além da ilha” Multishow GloboPlay
- 2014/2015 “Milagres de Jesus” Record
- Melhor Produção de 2014 FYMTI, Festival y Mercado de TV – Ficción Internacional. Buenos Aires Argentina.
- 2010/2011  “Sansão e Dalila” Record
- 2009/2010 “A História de Ester" Record
- 1997 “Velas de Sangue” Produção independente para Record
- 1997 “Janela do Céu” Produção independente para Record

### Diretor assistente
- 1995 “Decadência” Rede Globo de Dias Gomes
- 1994 "Memorial de Maria Moura" Rede Globo de Raquel de Quieroz
- 1993 "Agosto" Rede Globo de Rubens Fonseca
- 1993 "Contos de Verão" Rede Globo de Domingos de Oliveira
- 1992 Você Decide - Sonho Dourado Rede Globo de Geraldo Carneiro
- 1990 Boca do Lixo Rede Globo de Sílvio de Abreu

## Teatro

### Diretor
- 2016 “Por Isso Fui Embora” FV Produções artísticas de Juliana Frank e Renata Corrêa. Com Priscila Fantin, Joaquim Lopes, Camila Lucciola e Flávio Rocha
- 2001/2010 "Cócegas" Cócegas produções artísticas de Ingrid Guimarães e Heloisa Perrisê. Com Ingrid Guimarães e Heloisa Perrice
- 2003 / 2004 "Mercedes de Medelim" Ativa produções culturais de Ricardo Castro. Com Vladimir Brichta e Ana Paula Bouzas
- 2001 / 2002 / 2003 "Dia dos Namorados" de Reginaldo Faria. Com Reginaldo faria, Thierry Figueira, Leandro Hassum e outros.
- 2000 "Caiu na Rede é Peixe" Prefeitura do Rio de Janeiro
- 1995/1999 "Em nome do Filho" Reginaldo Faria Produções
- 1991 "Jardim das Borboletas" Regis Faria Produções

### Produtor
- 2003 "Um Pelo Outro" Ativa produções culturais
- 1994 "Amándio o Bem Amado" Reginaldo Faria Produções

### Sonoplasta
- 1991 "Tap Station" Dança & Cia
- 1990 "Somente em Nós" Reginaldo Faria produções
- 1988 "Martini Seco" Leina Crespi Produções

## Cinema
- 2006 “Carlos Oswald O Poeta da Luz”
- 1996 “Leonardo Pareja” Produção independente
- 2005 “Na Era dos Festivais” Plaza shopping

## Sitcom
- 2018/2020 “os Roni” - Multishow

## Música
- 2012/2013 “Uma Travessia - 50 anos de Milton Nascimento”